# Rai Yoyo
Rai Yoyo è un canale televisivo italiano gratuito edito dalla Rai, curato dalla struttura Rai Kids e con una programmazione dedicata ai bambini dai 2 ai 9 anni. La speaker del canale è Michela Cesaretti Salvi.

## Storia
Rai YoYo nasce il 1º novembre 2006 all'interno della piattaforma Sky Italia, dopo la chiusura di RaiSat Ragazzi divisa in due forme originando RaiSat YoYo (per bambini in età prescolare) e RaiSat Smash (poi divenuto RaiSat Smash Girls), per ragazzi fino ai 19 anni.
Dal 2007 la rete ha delle mascotte (un bambino e una bambina).
Dal 31 luglio 2009, quando non viene rinnovato il contratto tra RaiSat e Sky Italia, RaiSat YoYo inizia a trasmettere gratuitamente sul digitale terrestre, oltre che nelle zone coperte dal RAI Mux A, via satellite con il bouquet Tivùsat e in streaming su Rai.tv (ora RaiPlay).
Il 18 maggio 2010 RaiSat YoYo subisce un restyling grafico diventando Rai YoYo. Con la nuova denominazione, il logo, un tempo animato, diventa statico, anche se fino al 3 gennaio 2011 il nuovo logo Rai si è alternato alla storica farfalla. Nonostante ciò le mascotte di RaiSat YoYo continueranno a comparire in alcuni bumper che non cambiano.
Nel 2014 la rete subisce grandi novità per quanto riguarda il palinsesto.
Dal 1º maggio 2016 Rai YoYo non ha più interruzioni pubblicitarie in programmazione.
Dal 13 dicembre 2016 i cartoni animati storici realizzati in videocassetta, fino ad allora trasmessi in formato 4:3 come da girato originale, vengono trasmessi in formato 16:9 pillarbox, così come succede su Rai Gulp e su tutti i canali televisivi del digitale terrestre.
Dal 4 gennaio 2017 il canale ha iniziato a trasmettere in alta definizione solo sulla piattaforma satellitare Tivùsat.
Il 10 aprile 2017, il canale rinnova logo e grafica insieme a tutti gli altri canali tematici Rai e di conseguenza le mascotte di RaiSat YoYo spariscono completamente, insieme ai bumper dove erano presenti. Inoltre, in tutti i nuovi bumper sono presenti 4 cubi viventi.
Durante il 2018 è andata in onda una pubblicità che pubblicizzava l'app di Rai Yoyo.
Dal 20 ottobre 2021 la versione in definizione standard sul digitale terrestre passa alla codifica MPEG-4, rimanendo così visibile solo su dispositivi HD.
Il 14 dicembre 2021, in seguito a una riorganizzazione delle frequenze, viene eliminata la versione SD dalla piattaforma Tivùsat, rimanendo disponibile solo in HD.

## Palinsesto

### Programmi televisivi attualmente in onda
- La posta di YoYo
- Melevisione 2005-2006
- Hello Yoyo
- Le Avventure di Paddington
- Melevisione

### Cartoni animati attualmente in onda
- Madama Butterfly (serie animata) (anche su Rai 4)
- Lo Show di Davide  (anche su Rai 1)
- Bing
- Masha e Orso (anche su Rai 2)
- Peppa Pig
- La Famiglia Spaghetti  (anche su Rai 3)
- Shaun, vita da pecora
- Un Bambino Solitario (anche su Rai 2 e Rai Storia)
- Lupo Alberto  (anche su Rai 1,Rai 2 e Rai 3)
- PJ Masks
- Gli Zonzoli (anche su Rai 2 e Rai Storia)
- Arex e Vastatore (anche su Rai 1)
- I Cartoni dello Zecchino D'oro (Anche su Rai 1)
- Maledetti Scarafaggi (Anche su Italia 1 e K2)
- Ryan e i Suoi amici (anche su Rai 2)
- Pocoyo
- Loopdidoo
- Clifford  (anche su Rai 2 e PBS Kids)
- Barbapapà in famiglia!
- Cortometraggi Dinopower

### Programmi televisivi non più in onda
- Art Alive
- Art Attack
- Aspettando lo Zecchino
- Bumbi
- Buonanotte con le favole di YoYo
- Buongiorno con Yoyo
- Calzino
- Carolina e Topo Tip - Baby Dance
- Carolina e Topo Tip - Raccontastorie
- Casa Lallo
- Diario di casa
- Diario delle vacanze in inverno
- Diario delle vacanze in montagna
- Disegnami una storia
- È domenica papà
- Fumbleland! Mi è scappato un errore
- Fumbles - SOS temibili
- Global Goals Kids Show Italia
- Gnam
- Glu Glu
- Guarda come crescono
- I classici della Melevisione
- I Gloops
- I teatrini dei pupazzi
- Il gran concerto
- Il meglio dello Zecchino
- Il Videogiornale del Fantabosco
- Incredible!
- La casa che suona
- La scatola delle emozioni
- Le cose di casa
- Le fiabe di Rai YoYo
- Le storie di Gipo
- Le ricette della Melevisione
- Lo Zecchino Siamo Noi
- Ma che bel castello
- Natale con Yoyo
- Natale Show
- Oreste, che storia!
- Parola di Mamma e Papà
- Parapapà
- Perché no?
- Raccontami una storia
- Suuuper!
- Uno Zecchino con i Buffycats
- Teletubbies

## Ascolti

### Share mensile di Rai Yoyo
Dati Auditel relativi al giorno medio mensile sul target individui 4+.
| Anno | Gen   | Feb   | Mar   | Apr   | Mag   | Giu   | Lug   | Ago   | Set   | Ott   | Nov   | Dic   | Media anno |
| ---- | ----- | ----- | ----- | ----- | ----- | ----- | ----- | ----- | ----- | ----- | ----- | ----- | ---------- |
| 2010 | 0,36% | 0,39% | 0,38% | 0,38% | 0,33% | 0,45% | 0,43% | 0,39% | 0,46% | 0,40% | 0,39% | 0,69% | 0,39%      |
| 2011 | 0,71% | 0,69% | 0,70% | 0,65% | 0,58% | 0,70% | 0,81% | 0,87% | 0,68% | 0,62% | 0,60% | 0,74% | 0,69%      |
| 2012 | 0,74% | 0,76% | 0,69% | 0,64% | 0,63% | 0,87% | 1,10% | 1,08% | 1,06% | 1,01% | 1,03% | 1,16% | 0,88%      |
| 2013 | 1,12% | 1,18% | 1,24% | 1,21% | 1,20% | 1,46% | 1,56% | 1,41% | 1,49% | 1,41% | 1,37% | 1,40% | 1,34%      |
| 2014 | 1,32% | 1,36% | 1,38% | 1,38% | 1,29% | 1,50% | 1,61% | 1,57% | 1,43% | 1,30% | 1,22% | 1,24% | 1,38%      |
| 2015 | 1,28% | 1,35% | 1,52% | 1,50% | 1,39% | 1,52% | 1,67% | 1,61% | 1,39% | 1,29% | 1,30% | 1,37% | 1,43%      |
| 2016 | 1,29% | 1,20% | 1,20% | 1,15% | 1,26% | 1,27% | 1,43% | 1,43% | 1,43% | 1,35% | 1,47% | 1,55% | 1,33%      |
| 2017 | 1,42% | 1,56% | 1,48% | 1,56% | 1,49% | 1,70% | 1,64% | 1,50% | 1,58% | 1,55% | 1,36% | 1,44% | 1,51%      |
| 2018 | 1,25% | 1,16% | 1,30% | 1,31% | 1,23% | 1,24% | 1,37% | 1,26% | 1,19% | 1,11% | 1,20% | 1,24% | 1,23%      |
| 2019 | 1,28% | 1,22% | 1,16% | 1,19% | 1,15% | 1,28% | 1,25% | 1,10% | 1,13% | 1,08% | 1,03% | 1,07% | 1,16%      |
| 2020 | 1,06% | 0,99% | 0,93% | 0,87% | 0,96% | 1,15% | 1,17% | 1,02% | 0,98% | 0,89% | 0,93% | 0,90% | 0,98%      |
| 2021 | 0,83% | 0,87% | 0,93% | 0,87% | 0,82% | 0,89% | 0,82% | 0,83% | 0,89% | 0,86% | 0,78% | 0,79% | 0,85%      |
| 2022 | 0,77% | 0,71% | 0,74% | 0,79% | 0,80% | 0,92% | 0,93% | 0,86% | 0,92% | 0,81% | 0,85% | 0,88% | 0,82%      |
| 2023 | 0,80% | 0,75% | 0,77% | 0,78% | 0,74% | 0,75% | 0,79% | 0,67% | 0,71% | 0,62% | 0,66% | 0,71% | 0,73%      |
| 2024 | 0,69% | 0,59% | 0,63% | 0,56% | 0,58% | 0,60% | 0,66% | 0,59% | 0,67% | 0,59% | 0,58% | 0,55% | 0,61%      |
| 2025 | 0,50% | 0,50% | 0,51% | 0,45% | 0,41% | 0,43% |       |       |       |       |       |       |            |

## Loghi

1º novembre 2006 - 18 maggio 2010
18 maggio 2010 - 10 aprile 2017
In uso dal 10 aprile 2017